# Cordisburgo
Cordisburgo é um município brasileiro do estado de Minas Gerais. Sua população recenseada em 2022, segundo o Instituto Brasileiro de Geografia e Estatística, era de 7 547 habitantes. Quem nasce na cidade é cordisburguense, assim como o escritor João Guimarães Rosa.

## História
Cordisburgo, antigo distrito criado em 1890/1891 com a denominação de Cordisburgo da Vista Alegre (a partir de 1923: Cordisburgo) e subordinado ao município de Paraopeba, foi elevado à categoria de município pelo decreto-lei estadual nº 148 de 17 de dezembro de 1938.
Em meados de 1883, o padre João de Santo Antônio chegou na região conhecida como Sesmaria Empoeiras (algumas fontes citam o nome Arraial do Saco dos Cochos) e, por se tratar de um lugar com paisagens exuberantes e clima agradável, o padre logo a denominou de “Vista Alegre”, decidindo, assim, se estabelecer no local. É certo que, nessa região, o padre João deu início à fundação do povoado de Vista Alegre, em 21 de agosto de 1883, edificando a capela ao patriarca São José. O levantamento dos esteios se deu em 14 de fevereiro de 1884, tendo sido concluída a capela em 23 de junho de 1884.  

### Composição do nome
A composição do nome Cordisburgo é mistura das palavras Cordis, que do latim significa Coração, e Burgo, que do alemão significa cidade, ou seja "Cidade do Coração, alcunha do local. 

## Localização
Faz limites com Paraopeba, Araçaí, Santana de Pirapama e Curvelo. Seu acesso se dá pela rodovia MG-231 e por uma importante ferrovia, a Linha do Centro da antiga Estrada de Ferro Central do Brasil (atualmente concedida para o transporte de cargas). 

## Demografia
De acordo com o censo de 2010, a população de Cordisburgo naquele ano era de  8 667 habitantes, sendo composta por 51,17% de homens e 48,83% de mulheres. A população urbana correspondia a 68,78% da população total, enquanto a rural representava 31,22% (2.706) dos habitantes totais. A esperança de vida era de 72,2 anos, a mortalidade infantil (por mil nascidos vivos) era de 20,1 e a taxa de fecundidade era de 1,8 filhos por mulher.PNUD/2010 

## Turismo
O município integra o circuito turístico das Grutas.

### Gruta do Maquiné

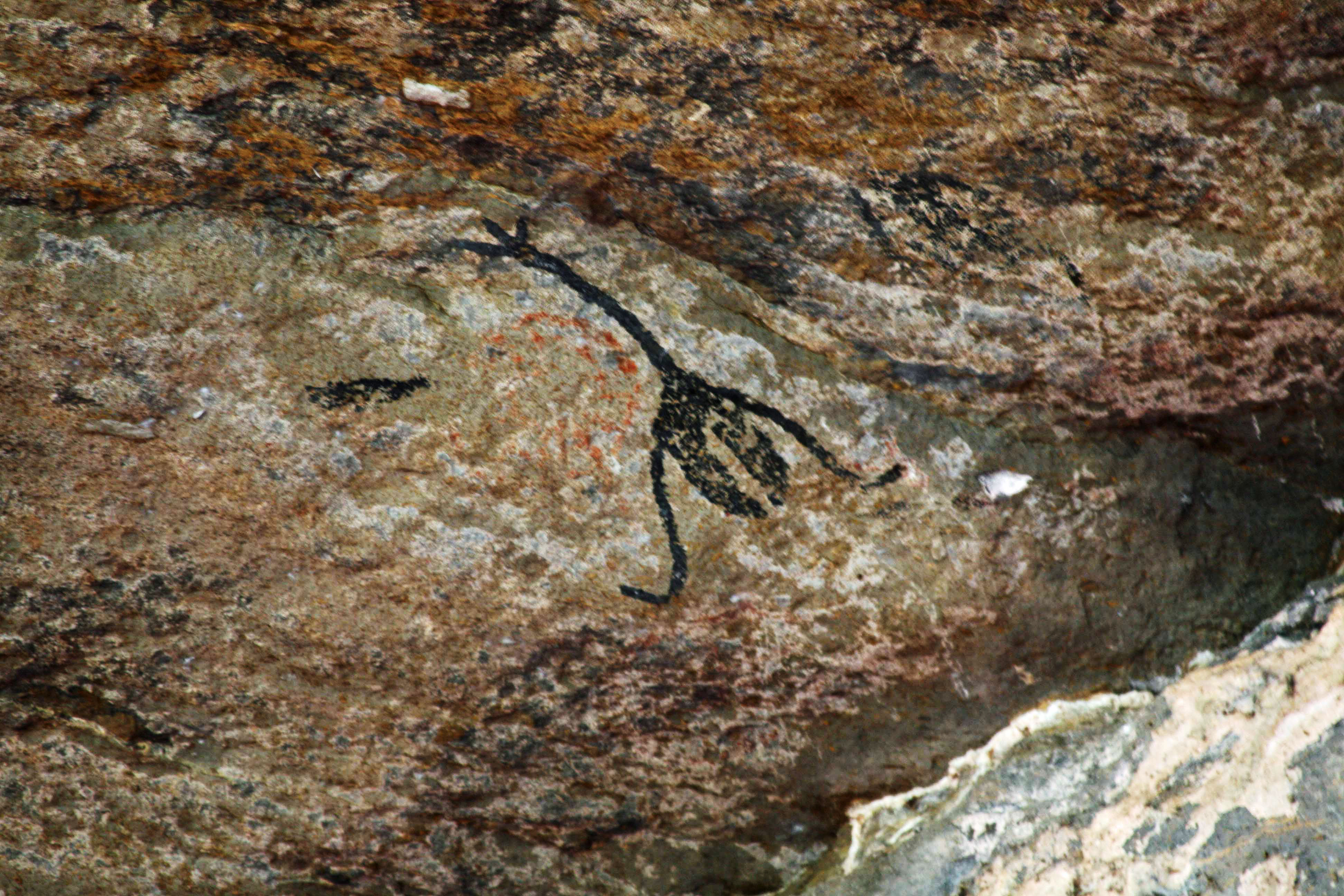
Gruta de Maquiné

Um dos atrativos turísticos do município é a Gruta de Maquiné, descoberta em 1825 pelo fazendeiro Joaquim Maria Maquiné. A partir de 1834 a gruta foi explorada cientificamente por Peter Wilhelm Lund, um naturalista dinamarquês.. Ao todo, possui cerca de 650 metros de galerias e salões abertos a visitação pública.

### Museu Casa de Guimarães Rosa
A casa onde nasceu o famoso escritor foi reformada e transformada em museu em 1974, após passar por vários proprietários. Os visitantes são recebidos por jovens voluntários que contam histórias sobre o escritor e narram trechos de suas obras. A venda mantida pelo pai de Guimarães Rosa e que funcionou até 1923 ressurgiu no mesmo cômodo; agora vende lembranças da cidade, e livros variados. A casa está localizada em uma esquina, em frente à linha férrea que corta a cidade.

### Zoológico de Pedras "Peter Lund"
A praça denominada Zoológico de Pedras "Peter Lund" expõe as estátuas de animais cujos fósseis foram encontrados na Gruta do Maquiné por Peter Lund, dentre eles a Preguiça Gigante e o Tigre Dente-de-Sabre. 

### Casa Elefante
A "Casa Elefante" é uma casa construída em formato de elefante pelo mesmo escultor dos animais do Zoológico de Pedras "Peter Lund" e foi o local onde o escultor morou.. A escultura se tornou a 7ª casa mais inusitada do mundo, um levantamento feito pela Record TV.